# Енді Кінг (футболіст, 1988)
Енді Кінг (англ. Andy King; нар. 29 жовтня 1988, Барнстапл, Англія) — валлійський футболіст, півзахисник. Грав за національну збірну Уельсу.

## Клубна кар'єра
Вихованець юнацьких команд футбольних клубів «Челсі» та «Лестер Сіті».
У дорослому футболі дебютував 2007 року виступами за команду клубу «Лестер Сіті». З наступного сезону став основним гравцем команди, яка змагалася у другому за силою англійського дивізіону. 2014 року допоміг «Лестеру» вийти до Прем'єр-ліги, а вже за два сезони, у розіграші 2015/16 сенсаційно стати чемпіоном Англії.
У період виступів «Лестера» у найвищому дивізіоні ігровий час Кінга поступово зменшувався, а на початку 2018 року його було віддано у піврічну оренду до «Свонсі Сіті». Після повернення з оренди за піврок взяв участь лише в одній грі на Кубок Англії, після чого півтора роки, які залишалися до завершення контракту з «Лестером» провів орендах до друголігових «Дербі Каунті» та «Гаддерсфілд Таун», а також шотландського «Рейнджерс». По завершенні сезону 2019/20 31-річний гравець став вільним агентом.

## Виступи за збірні
2007 року дебютував у складі юнацької збірної Уельсу, взяв участь у 7 іграх на юнацькому рівні.
Протягом 2007—2009 років залучався до складу молодіжної збірної Уельсу. На молодіжному рівні зіграв у 10 офіційних матчах, забив 2 голи.
2009 року дебютував в офіційних матчах у складі національної збірної Уельсу. Протягом наступних десяти років провів у формі головної команди країни 50 матчів, забивши 2 голи. Зокрема, брав участь у трьох матчах чемпіонату світу 2016 року, на якому валлійці вибули з боротьби лише на стадії півфіналів.
| Дата       | Місто            | Господарі   | Результат | Гості                | Турнір                               | Голи | Примітки |
| ---------- | ---------------- | ----------- | --------- | -------------------- | ------------------------------------ | ---- | -------- |
| 29-5-2009  | Лланеллі         | Уельс       | 1 – 0     | Естонія              | товариський матч                     | -    | 89'      |
| 14-10-2009 | Вадуц            | Ліхтенштейн | 0 – 2     | Уельс                | Відбір до ЧС 2010                    | -    | 81'      |
| 14-11-2009 | Кардіфф          | Уельс       | 3 – 0     | Шотландія            | товариський матч                     | -    | 80'      |
| 11-8-2010  | Лланеллі         | Уельс       | 5 – 1     | Люксембург           | товариський матч                     | 1    | 46'      |
| 8-10-2010  | Кардіфф          | Уельс       | 0 – 1     | Болгарія             | Відбір до ЧЄ 2012                    | -    | 59'      |
| 12-10-2010 | Базель           | Швейцарія   | 4 – 1     | Уельс                | Відбір до ЧЄ 2012                    | -    | 7'       |
| 8-2-2011   | Дублін           | Ірландія    | 3 – 0     | Уельс                | товариський матч                     | -    |          |
| 26-3-2011  | Кардіфф          | Уельс       | 0 – 2     | Англія               | Відбір до ЧЄ 2012                    | -    | 65'      |
| 25-5-2011  | Дублін           | Шотландія   | 3 – 1     | Уельс                | товариський матч                     | -    | 60'      |
| 6-9-2011   | Лондон           | Англія      | 1 – 0     | Уельс                | Відбір до ЧЄ 2012                    | -    | 85'      |
| 12-11-2011 | Кардіфф          | Уельс       | 4 – 1     | Норвегія             | товариський матч                     | -    | 90+2'    |
| 27-5-2012  | Іст-Ратерфорд    | Мексика     | 2 – 0     | Уельс                | товариський матч                     | -    | 71'      |
| 7-9-2012   | Кардіфф          | Уельс       | 0 – 2     | Бельгія              | Відбір до ЧС 2014                    | -    | 80'      |
| 11-9-2012  | Новий Сад        | Сербія      | 6 – 1     | Уельс                | Відбір до ЧС 2014                    | -    | 71'      |
| 16-10-2012 | Осієк            | Хорватія    | 2 – 0     | Уельс                | Відбір до ЧС 2014                    | -    | 72'      |
| 6-2-2013   | Суонсі           | Уельс       | 2 – 1     | Австрія              | товариський матч                     | -    | 46'      |
| 22-3-2013  | Глазго           | Шотландія   | 1 – 2     | Уельс                | Відбір до ЧС 2014                    | -    | 58'      |
| 26-3-2013  | Суонсі           | Уельс       | 1 – 2     | Хорватія             | Відбір до ЧС 2014                    | -    | 84'      |
| 14-8-2013  | Кардіфф          | Уельс       | 0 – 0     | Ірландія             | товариський матч                     | -    | 60'      |
| 10-9-2013  | Кардіфф          | Уельс       | 0 – 3     | Сербія               | Відбір до ЧС 2014                    | -    | 58'      |
| 11-10-2013 | Кардіфф          | Уельс       | 1 – 0     | Північна Македонія   | Відбір до ЧС 2014                    | -    |          |
| 15-10-2013 | Брюссель         | Бельгія     | 1 – 1     | Уельс                | Відбір до ЧС 2014                    | -    |          |
| 16-11-2013 | Кардіфф          | Уельс       | 1 – 1     | Фінляндія            | товариський матч                     | 1    | 78'      |
| 5-3-2014   | Кардіфф          | Уельс       | 3 – 1     | Ісландія             | товариський матч                     | -    | 76'      |
| 4-6-2014   | Амстердам        | Нідерланди  | 2 – 0     | Уельс                | товариський матч                     | -    | 77'      |
| 9-9-2014   | Андорра-ла-Велья | Андорра     | 1 – 2     | Уельс                | Відбір до ЧЄ 2016                    | -    | 76'      |
| 10-10-2014 | Кардіфф          | Уельс       | 0 – 0     | Боснія і Герцеговина | Відбір до ЧЄ 2016                    | -    |          |
| 13-10-2014 | Кардіфф          | Уельс       | 2 – 1     | Кіпр                 | Відбір до ЧЄ 2016                    | -    | 47'      |
| 12-6-2015  | Кардіфф          | Уельс       | 1 – 0     | Бельгія              | Відбір до ЧЄ 2016                    | -    | 90+3'    |
| 3-9-2015   | Нікосія          | Кіпр        | 0 – 1     | Уельс                | Відбір до ЧЄ 2016                    | -    |          |
| 6-9-2015   | Кардіфф          | Уельс       | 0 – 0     | Ізраїль              | Відбір до ЧЄ 2016                    | -    | 86'      |
| 13-11-2015 | Кардіфф          | Уельс       | 2 – 3     | Нідерланди           | товариський матч                     | -    |          |
| 5-6-2016   | Стокгольм        | Швеція      | 3 – 0     | Уельс                | товариський матч                     | -    | 64'      |
| 20-6-2016  | Тулуза           | Уельс       | 3 – 0     | Росія                | ЧЄ 2016 - 1-й етап                   | -    | 76'      |
| 1-7-2016   | Лілль            | Уельс       | 3 – 1     | Бельгія              | ЧЄ 2016 - чвертьфінал                | -    | 78'      |
| 6-7-2016   | Десін-Шарп'є     | Португалія  | 2 – 0     | Уельс                | ЧЄ 2016 - півфінал                   | -    |          |
| 5-9-2016   | Кардіфф          | Уельс       | 4 – 0     | Молдова              | Відбір до ЧС 2018                    | -    |          |
| 6-10-2016  | Відень           | Австрія     | 2 – 2     | Уельс                | Відбір до ЧС 2018                    | -    |          |
| 9-10-2016  | Кардіфф          | Уельс       | 1 – 1     | Грузія               | Відбір до ЧС 2018                    | -    | 61'      |
| 2-9-2017   | Кардіфф          | Уельс       | 1 – 0     | Австрія              | Відбір до ЧС 2018                    | -    | 46'      |
| 5-9-2017   | Кишинів          | Молдова     | 0 – 2     | Уельс                | Відбір до ЧС 2018                    | -    | 44' 67'  |
| 6-10-2017  | Тбілісі          | Грузія      | 0 – 1     | Уельс                | Відбір до ЧС 2018                    | -    |          |
| 9-10-2017  | Кардіфф          | Уельс       | 0 – 1     | Ірландія             | Відбір до ЧС 2018                    | -    | 65'      |
| 10-11-2017 | Сен-Дені         | Франція     | 2 – 0     | Уельс                | товариський матч                     | -    | 64'      |
| 22-3-2018  | Наньнін          | КНР         | 0 – 6     | Уельс                | товариський матч                     | -    |          |
| 26-3-2018  | Наньнін          | Уругвай     | 1 – 0     | Уельс                | товариський матч                     | -    |          |
| 29-5-2018  | Пасадена         | Мексика     | 0 – 0     | Уельс                | товариський матч                     | -    |          |
| 11-10-2018 | Кардіфф          | Уельс       | 1 – 4     | Іспанія              | товариський матч                     | -    | 50'      |
| 16-10-2018 | Дублін           | Ірландія    | 0 – 1     | Уельс                | Ліга націй УЄФА 2018-2019 - 1-й етап | -    | 87'      |
| 20-11-2018 | Ельбасан         | Албанія     | 1 – 0     | Уельс                | товариський матч                     | -    | 43'      |
| Усього     |                  | Матчів      | 50        |                      | Голів                                | 2    |          |

## Досягнення
- Чемпіон Англії:

«Лестер Сіті»: 2015-16